# بی‌صداقت
بی‌صداقت (به ترکی استانبولی: Sadakatsiz) یک مجموعه تلویزیونی درام و روانشناختی ترکیه‌ای است. این سریال از مجموعه تلویزیونی دکتر فاستر بی‌بی‌سی وان اقتباس شده‌است. در این سریال جانر جیندوروک، جانسو دره و ملیس سزن در نقش اصلی بازی می‌کنند. اولین قسمت در ۷ اکتبر ۲۰۲۰ شروع به پخش شد.

## خلاصه داستان
داستان مجموعه در مورد آسیه پزشکی موفق و همسرش ولکان است که به همراه پسرشان علی، زندگی شاد و پر از آرامشی دارند و این زندگی آرام تا زمانی ادامه دارد که آسیه موی یک زن را روی لباس همسرش پیدا می‌کند و طلاق میگیرند.اما بعد از طلاق ، ولکان با دِرین ازدواج کرده و دِرین ولکان را خیلی دوست دارد.ولکان متوجه میشود که هنوز هم آسیه را مثل قبل دوست دارد و از این جا ماجرا به کل تغییر میکند.سپس درین از علاقه ولکان به آسیه خبردار شده و به شدت عصبانی و ناراحت میشود و تصمیم میگیرد که ولکان را از آسیه جدا کرده و اورا از آسیه دور نگه دارد برای همین نقشه هایی میکشد تا انها را عذاب دهد...!

## پخش بین المللی
- ایران: این سریال از گروه تلویزیونی جم از ۲۸ فروردین ۱۴۰۱ ساعت ۲۰  روز های جمعه تا چهارشنبه به صورت دوبله فارسی از شبکه GEM SERIES  پخش می‌شود.